# Sadayoshia
Sadayoshia is een geslacht van kreeftachtigen uit de klasse van de Malacostraca (hogere kreeftachtigen).

## Soorten
- Sadayoshia acamar Macpherson & Baba, 2012
- Sadayoshia acroporae Baba, 1972
- Sadayoshia actaea Macpherson & Baba, 2012
- Sadayoshia adaro Macpherson & Baba, 2012
- Sadayoshia aludra Macpherson & Baba, 2012
- Sadayoshia balica (Boone, 1935)
- Sadayoshia edwardsii (Miers, 1884)
- Sadayoshia inermis Macpherson & Baba, 2010
- Sadayoshia latisternata Macpherson & Baba, 2010
- Sadayoshia lipkei Macpherson & Baba, 2010
- Sadayoshia miyakei Baba, 1969
- Sadayoshia moorei Macpherson & Baba, 2012
- Sadayoshia savali Macpherson & Baba, 2012
- Sadayoshia tenuirostris Macpherson & Baba, 2010